# Province de Ra

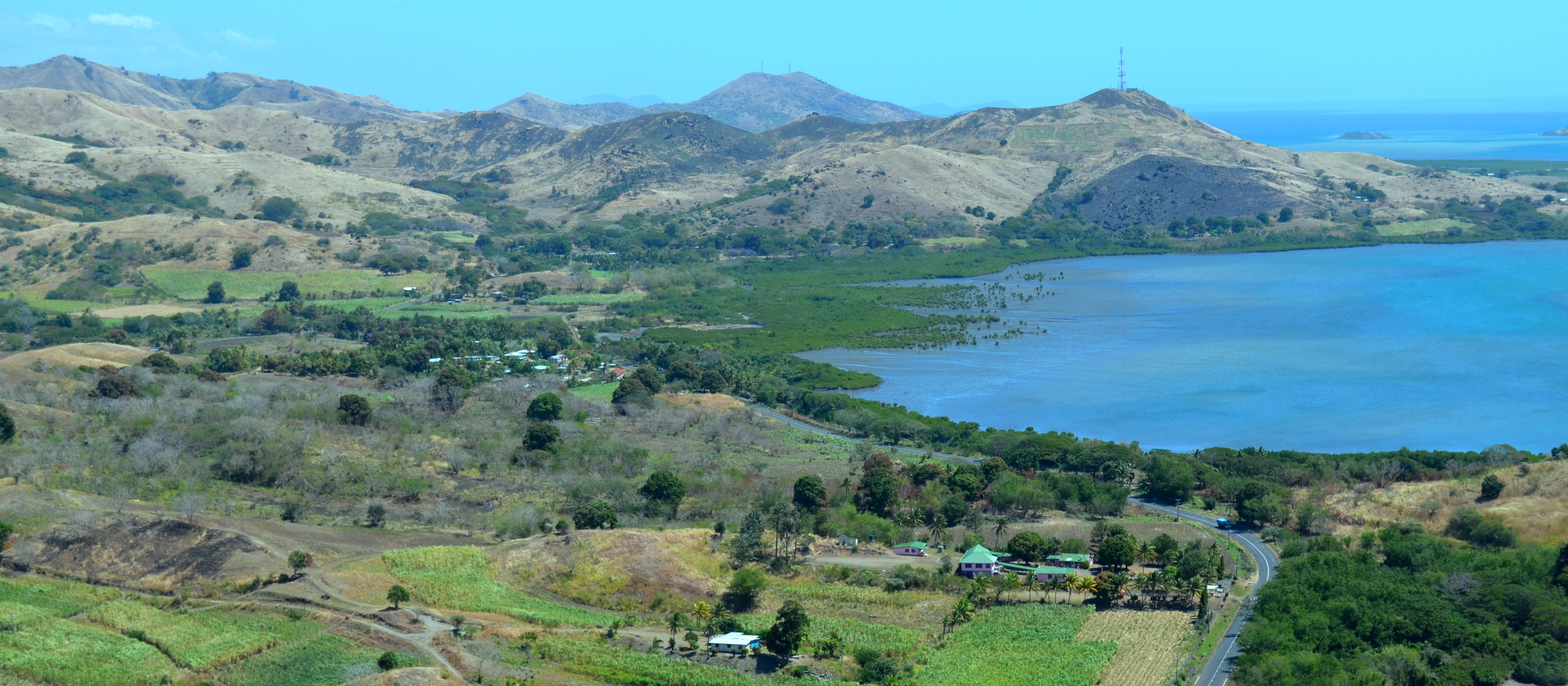
Communautés côtières de la province de Ra.

La province de Ra est une des quatorze provinces des Fidji, une des huit à être située sur Viti Levu, dans la partie septentrionale. Avec une superficie de 1341 km2, elle possède une population de 29 464 habitants (en 2007); Le centre urbain principal est Vaileka, avec 3 361 habitants en 1996.

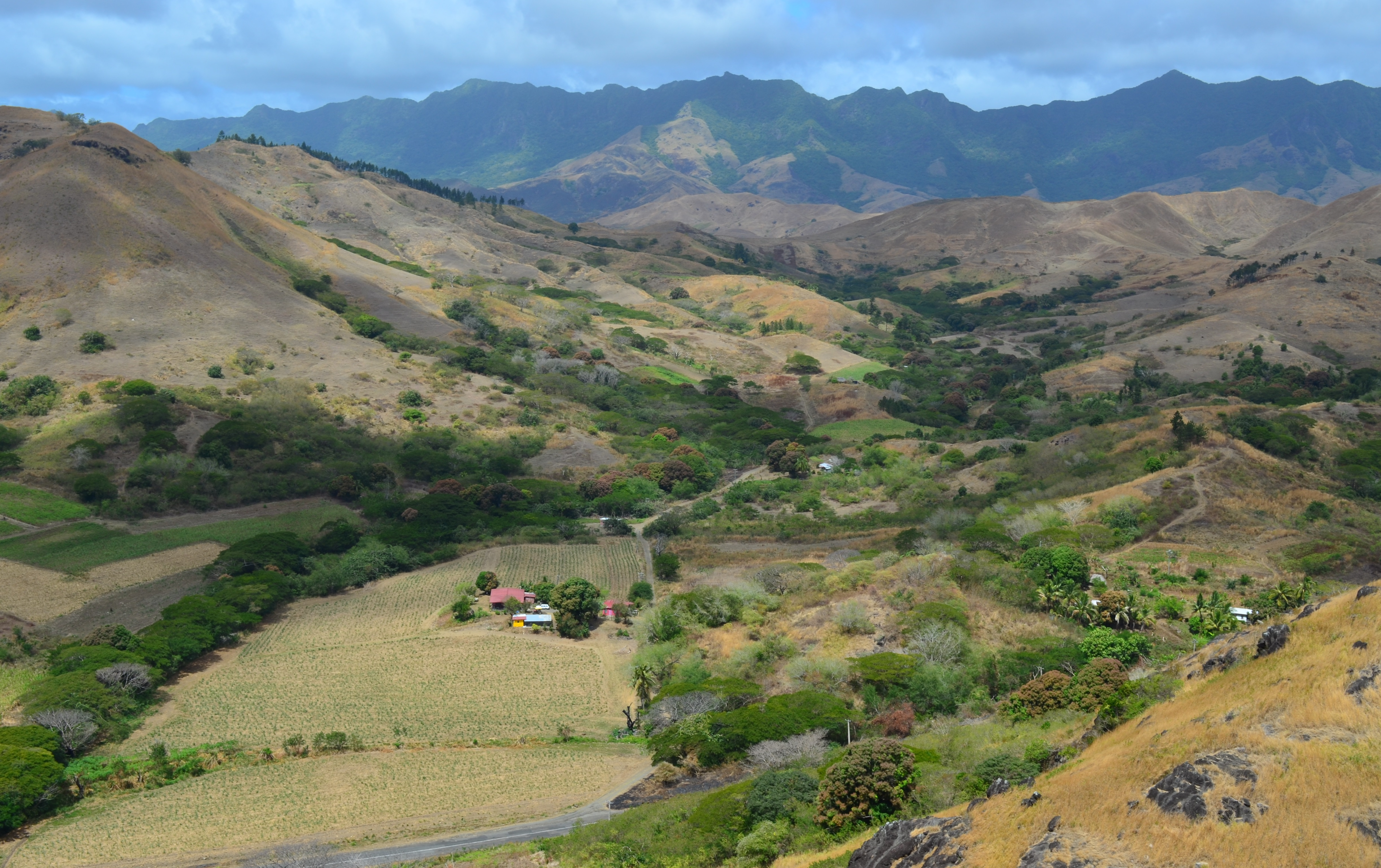
Intérieur des terres de la Province de Ra

Le dialecte de Ra est différent du fidjien notamment parce que la consonne /t/ est prononcée avec un coup de glotte.

## Monument
Dans la province de Ra, à Rakiraki, se trouve la tombe du Ratu Udre Udre, un chef fidjien qui est mentionné dans le Livre Guinness des records, comme le « cannibale le plus prolifique » de l'Histoire.